# Double Indemnity
Double Indemnity (bra: Pacto de Sangue; prt: Pagos a Dobrar) é um filme noir americano de 1944, dirigido por Billy Wilder e produzido por Buddy DeSylva e Joseph Sistrom. O diretor e Raymond Chandler adaptaram o roteiro do romance homônimo de James M. Cain, publicado como um conto de oito partes na revista Liberty em 1936. 
O filme conta a história de um vendedor de seguros, Walter Neff (Fred MacMurray), que conspira com uma mulher (Barbara Stanwyck) para matar o marido dela a fim de reivindicar o pagamento do seguro de vida, despertando a suspeita do gerente Barton Keyes (Edward G. Robinson). O título faz referência a uma cláusula de "double indemmity" que dobra os pagamentos do seguro de vida quando a morte ocorre de forma extremamente rara. 
O longa-metragem foi indicado a sete Oscars. Amplamente considerado um clássico, Double Indemnity é frequentemente citado como tendo estabelecido o padrão do cinema noir e também um dos maiores filmes de todos os tempos.

## Sinopse
Em 1938, um agente de seguros encontra a atraente (e casada) Phyllis Dietrichson quando vai efetuar um negócio, e ambos logo se apaixonam. Phyllis o convence a seguir um plano para assassinar o marido dela após fazer um seguro de vida para ele. O objetivo dos dois é ficar com o dinheiro do seguro. Mas nem tudo dá certo na execução de tal plano.

## Elenco
- Fred MacMurray como Walter Neff

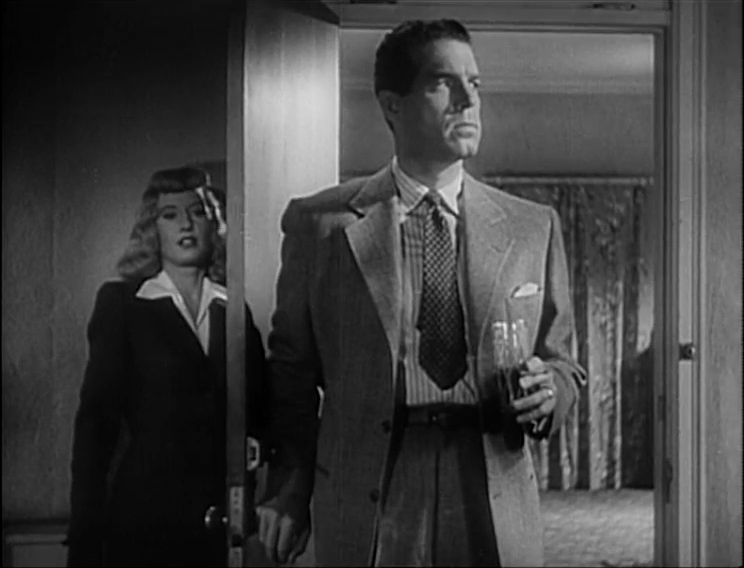
Stanwyck e MacMurray.

- Barbara Stanwyck como Phyllis Dietrichson
- Edward G. Robinson como Barton Keyes
- Porter Hall como Jackson
- Jean Heather como Lola Dietrichson
- Tom Powers como Dietrichson
- Byron Barr como Nino Zachetti
- Richard Gaines como Norton
- Fortunio Bonanova como Sam Gorlopis (motorista de caminhão)
- John Philliber como Joe Pete (operador de elevador)

Atores não-creditados:
- Raymond Chandler faz uma participação especial como um homem lendo uma revista do lado de fora do escritório de Keyes enquanto Neff sai
- Bess Flowers como secretária de Norton
- Betty Farrington como Nettie, a empregada de Dietrichson
- Teala Loring como operadora de telefone da Pacific All-Risk Insurance
- Sam McDaniel como Charlie, limpador de carros
- Miriam Nelson como secretária de Keyes
- Douglas Spencer como Lou Schwartz, um colega de escritório de Neff
- Norma Varden como a secretária que deixa a Sra. Dietrichson entrar no escritório de seguros

## Produção

### Antecedentes
James M. Cain baseou sua novela Double Indemnity em um assassinato de 1927 perpetrado por Ruth Snyder e seu amante Henry Judd Gray, que conspirou com um agente de seguros para obter uma apólice de US$ 45.000 com uma cláusula de dupla indenização sem o conhecimento de seu marido Albert Snyder e então assassina-lo.
Cain se tornou um romancista popular após a publicação de The Postman Always Rings Twice durante 1934, e Double Indemnity começou a circular em Hollywood logo após ser publicado na revista Liberty em 1936. Metro-Goldwyn-Mayer, Warner Bros., Paramount, 20th Century-Fox, RKO Pictures e Columbia competiram pelos direitos de adaptação da obra, mas o fervor acabou quando o administrador do código hays, Joseph Breen, alertou em uma carta aos estúdios:
O tom sombrio e o sabor sórdido desta história tornam-na, a nosso ver, completamente inaceitável para adaptação em tela diante de plateias de todas as idades no cinema. Tenho certeza de que você concordará que é extremamente importante... evitar o que nós chamamos de "endurecimento do público", especialmente daqueles jovens e impressionáveis, à ideia e à brutalidade do crime.
No ano de 1943, Joseph Sistrom da Paramount, comprou os direitos do romance por US$ 15.000, imaginando Billy Wilder no papel de diretor. O estúdio então reenviou o livro para o código hays e obteve uma resposta idêntica à de sete anos antes; a Paramount novamente fez algumas modificações. A sinopse só foi aprovada com três objeções: retratar cruelmente o descarte de um cadáver, a cena de execução na câmara de gás e o tamanho da toalha usada pelo corpo da protagonista feminina. O autor do romance afirma que Joseph Breen lhe devia US$ 10.000 por vetar a compra por US$ 25.000 em 1936.

### Roteiro
As restrições impostas pelo Código Hays tornaram a adaptação de Double Indemnity um desafio. O parceiro de roteiro de Wilder, Charles Brackett, ajudou ele inicialmente antes de se aposentar. O diretor caracterizou o período em que estiveram separados: "1944 foi 'O Ano das Infidelidades'[...] Charlie produziu The Uninvited [...] Acho que nunca me perdoou. Ele sempre achou que eu o traí com Raymond Chandler". O próprio autor do romance seria a primeira escolha de Wilder como substituto de Brackett; mas como ele estava trabalhando na 20th Century Fox, então nunca foi convidado para trabalhar no longa-metragem. O produtor Joseph Sistrom então chamou Raymond Chandler já que admirava The Big Sleep.
Novo em Hollywood, Raymond Chandler exigiu US$ 1.000 e pelo menos uma semana para concluir o roteiro, sem perceber que não verdade seu salário seria 750 dólares por 7 dias. O diretor chamou o primeiro rascunho de Chandler como "instruções de câmera inúteis"; para ensinar o roteirista a escrever roteiros melhores, Wilder deu a ele uma cópia de seu roteiro para Hold Back the Dawn (1941). Eles não se deram bem durante os quatro meses seguintes. Chandler reclamou disto uma vez, enviando uma longa lista de queixas sobre o diretor para a Paramount. O roteirista concordou em aparecer no filme, erguendo os olhos de uma revista enquanto Neff caminha para fora do escritório de Keyes; esta é a única participação especial dele em alguma obra cinematográfica. Eles fizeram mudanças consideráveis na história do livro. Como o Código Hays exigia que os criminosos pagassem por suas transgressões, o suicídio duplo no final do romance não era então permitido. A solução foi fazer com que os dois protagonistas se ferisse mortalmente.  O personagem Barton Keyes foi transformado de um colega bastante desavisado para o mentor e antagonista do filme.
Chandler sentiu que os diálogos do romance não ficaria bem numa tela de cinema, mas Wilder discordou; após contratar atores contratados para ler trechos do texto de Cain em voz alta, ele cedeu ao argumento do roteirista. Chandler também procurou locações, incluindo o Jerry's Market na Melrose Avenue, onde Phyllis e Walter se encontram discretamente para planejar e discutir o assassinato.
Raymond Chandler era um alcoólatra em recuperação. Wilder disse que "Ele estava nos Alcoólicos Anônimos [...] Eu o fiz voltar a beber". O roteirista escreveu no The Atlantic Monthly em novembro de 1945 que "O primeiro filme em que trabalhei foi indicado ao Oscar... mas eu nem fui convidado para a entrevista para a imprensa". Wilder atacou: "Como poderíamos? Você estava bêbado debaixo da mesa..." A experiência do diretor com Chandler o levou a adaptar o romance The Lost Weekend de Charles R. Jackson que é sobre um escritor alcoólatra, como seu próximo filme.
James M. Cain ficou impressionado com o roteiro, chamando-o de "o único filme que já vi feito a partir dos meus livros que tinha coisas que eu gostaria de ter pensado. O final de Wilder foi muito melhor do que a minha conclusão, e seu truque para deixar o cara contar a história, eliminando a máquina de escrever do escritório - eu teria feito isso se tivesse pensado um pouco mais".

### Escolha de Elenco

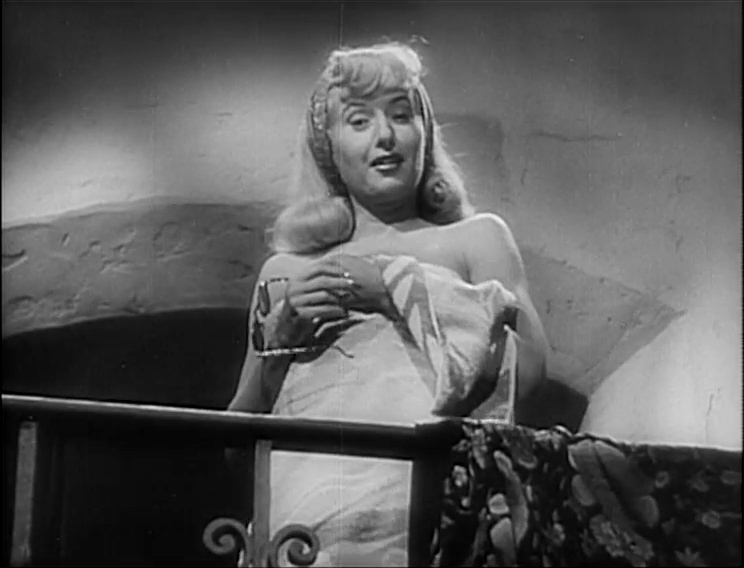
Billy Wilder supostamente escolheu uma peruca ruim para Barbara Stanwyck para ressaltar a "falsidade sórdida" de Phyllis.

Sistrom e Wilder queriam que Barbara Stanwyck interpretasse Phyllis Dietrichson, naquela época ela era a intérprete feminina mais bem paga dos Estados Unidos. Porém, inicialmente ela estava relutante em interpretar uma femme fatale, temendo que isso tivesse um efeito adverso em sua carreira. A atriz lembra de estar "um pouco receosa, depois de todos esses anos interpretando heroínas, de se tornar uma assassina descarada". O diretor perguntou: "Bem, você é uma ratinha ou uma atriz?" Ela ficou grata por seu incentivo.
Alan Ladd, James Cagney, Spencer Tracy, Gregory Peck e Fredric March recusaram o papel de Neff. Wilder raspou "o fundo da lista" e chamou George Raft. Como Raft não lia roteiros, o diretor descreveu o enredo. Porém, o ator o interrompeu: "Vamos para a parte da lapela [...] quando o cara mostra a lapela, você vê o distintivo dele, você sabe que ele é um detetive." Como Neff não era policial, Raft recusou o papel. Este foi o último de uma série de filmes que George Raft recusou mas que acabaram se tornando clássicos. Wilder percebeu que precisava de alguém que pudesse interpretar um cínico e um cara legal simultaneamente.
Fred MacMurray estava acostumado a interpretar "caras bons e despreocupados" em comédias leves. Quando Billy Wilder o abordou sobre o papel, MacMurray disse: "Você está cometendo o erro da sua vida!" Ele sentiu que não tinha habilidade para um personagem sério. Porém o diretor importunou o ator até que ele aceitasse, MacMurray sentiu que a Paramount nunca o deixaria interpretar um papel "errado", porque o estúdio elaborou cuidadosamente sua imagem. A Paramount o deixou assumir o personagem, na esperança de lhe ensinar uma lição durante as negociações para a renovação de seu contrato. O sucesso de MacMurray no papel foi uma surpresa para ele e para a Paramount; mais tarde, ele relembra que "nunca sonhou que seria o melhor trabalho que ele já fez".
Edward G. Robinson relutou em ceder o terceiro lugar nos créditos de elenco, refletindo que "na minha idade, era hora de começar a pensar em papéis de grandes personagens, de entrar na meia-idade e na velhice com a mesma graça do maravilhoso ator Lewis Stone". Robinson concordou em assumir o personagem, em parte porque receberia o mesmo salário dos protagonistas por menos dias de filmagem.

### Filmagem
As filmagens ocorreram de 27 de setembro até 24 de novembro de 1943. John F. Seitz foi o principal diretor de fotografia da Paramount, tendo trabalhado desde a era do cinema mudo. Seitz foi indicado ao Oscar por Five Graves to Cairo (1943), de Wilder. O diretor elogiou a disposição de Seitz para o experimentalismo. Eles deram ao filme uma aparência que lembra as obras do expressionismo alemão, com o uso dramático de luz e sombras. O diretor lembra: "Às vezes, as cenas eram tão escuras que você não conseguia ver nada. Ele foi aos limites do que poderia ser feito". As sequências externas brilhantes do sul da Califórnia contrastavam com as cenas internas sombrias para sugerir o que se escondia sob a fachada. O efeito foi intensificado ao sujar o cenário com cinzeiros virados e soprar partículas de alumínio no ar para simular poeira.
O diretor de fotografia utilizou iluminação de "veneziana" para simular as grades de prisão que estão prendendo os personagens. Barbara Stanwyck refletiu que: "a maneira como aqueles cenários foram iluminados, a casa, o apartamento de Walter, aquelas sombras escuras, aquelas faixas de luz forte em ângulos estranhos - tudo isso ajudou minha performance. A maneira como Billy encenou e John Seitz trabalhou, gerou um clima sensacional". Para o escritório de Neff na Pacific All Risk, Wilder e o cenógrafo Hal Pereira copiaram a sede da Paramount na cidade de Nova York como uma piada interna zombando do estúdio. As cenas externas da casa de Dietrichson no filme foram filmadas em uma casa em estilo colonial hispano-americana na Quebec Drive em Beachwood Canyon. A equipe de produção copiou o interior da residência, incluindo a sua escada em espiral, em um estúdio cenográfico da Paramount. A estação Southern Pacific Railroad em Burbank foi usada no filme com uma placa de apoio para Glendale; o local agora abriga a estação Burbank Metrolink. O prédio onde localiza-se o apartamento de Walter Neff ficava em North Kingsley Drive em Hollywood, e o Hollywood & Western Building também aparece no filme.
Barbara Stanwyck usa uma peruca loira "para complementar sua falsidade... e para fazê-la parecer o mais vulgar possível". O chefe de produção da Paramount, Buddy DeSylva não aprovou a peruca, comentando que "Contratamos Barbara Stanwyck, e aqui temos o George Washington". Em resposta, o diretor insistiu que aquilo era pra "mostrar que ela é uma personagem falsa e que todas as suas emoções são fraudulentas". Uma semana após o início das filmagens, Wilder passou a considerar a peruca um erro, mas grande parte do filme já havia sido concluída para removê-la; mais tarde, ele se referiu ao uso dela como o maior erro de sua carreira. Edith Head desenhou os figurinos de Stanwyck. Seus designs focam em vestidos de corte enviesado, blusas com mangas largas e cintura marcada. Ombreiras eram o estilo da década de 1940, mas também acentuavam o poder das femme fatale. Na cena da morte da vilã, sua peruca e macacão branco contrastam com o terno escuro de Neff, criando um efeito chiaroscuro.
Quando Phyllis e Walter jogam o cadáver de seu marido nos trilhos, eles deveriam entrar no carro e ir embora. Mas, momentos antes da gravação o carro do diretor não ligou. Ele ordenou que a equipe recuasse e refilmou a cena com a vilã lutando para ligar o carro. Wilder insistiu que MacMurray girasse a ignição tão devagar que o ator reclamou.
Billy Wilder conseguiu fazer todo o orçamento ser abaixo de US$ 927.262, apesar de 370 mil dólares em salários para apenas quatro pessoas: US$ 100.000 cada para MacMurray, Stanwyck e Robinson; US$ 44.000 para o roteiro de Wilder mais 26 mil como bônus por sua direção. Wilder considerou Double Indemnity seu melhor filme porque teve poucos problemas durante a produção do roteiro e filmagem. Ele considerou os elogios de James M. Cain ao longa-metragem e os da Agatha Christie por sua adaptação de Witness for the Prosecution como dois pontos altos de sua carreira.

## Trilha Sonora
Billy Wilder gostou do trabalho de Miklós Rózsa em Five Graves to Cairo (1943) e o contratou para compor a trilha sonora de Double Indemnity. Ele sugeriu acordes inquietos para refletir as atividades conspiratórias de Walter e Phyllis também tinha em mente a abertura da Unfinished Symphony de Franz Schubert, que pode ser escutada durante a cena no Hollywood Bowl. Rózsa gostou da ideia e Wilder ficou entusiasmado com a partitura à medida que ela tomava forma.
O diretor musical da Paramount, Louis Lipstone repreendeu Rózsa por criar "música de Carnegie Hall"; Porém o compositor interpretou isso como um elogio. O diretor musical então sugeriu que ele assistisse Madame Curie (1943) para aprender a compor corretamente a trilha sonora de algum longa-metragem. Ele sentiu que a música de Miklós Rózsa era mais apropriada para The Battle of Russia. Ele então esperava que o diretor artístico da Paramount, Buddy DeSylva, concordasse, mas quando o diretor ouviu a música, sua única observação foi que deveria haver mais. A trilha sonora foi indicada ao Oscar, e o sucesso trouxe a Miklós Rózsa mais acordos de  trabalho com o estúdio.

## Lançamento
Double Indemnity foi lançado primeiramente no Keith's em Baltimore no dia 3 de julho de 1944. Estreando oficialmente para todo os outros estado três dias depois.  Foi um sucesso imediato com o público, apesar de uma tentativa de boicote contra o filme pela cantora Kate Smith. James M. Cain lembrou que "houve um pequeno problema causado por uma garota gorda, Kate Smith, que fez uma propaganda pedindo às pessoas que ficassem longe do filme".
Quando Double Indemnity foi divulgado, David O. Selznick estava promovendo Since You Went Away com anúncios em revistas as quais afirmavam que seu título havia se tornado "as quatro palavras mais importantes proferidas na história do cinema desde Gone with the Wind (1939)". Billy Wilder respondeu com um anúncio próprio afirmando que "Double Indemnity" eram as duas palavras mais importantes proferidas na indústria do cinema desde Broken Blossoms (1919). Selznick não achou graça e ameaçou parar de promover em qualquer um dos periódicos se elas continuassem a veicular os anúncios de Wilder.

### Em outras mídias
O Screen Guild Theater adaptou Double Indemnity duas vezes como uma peça de rádio. Fred MacMurray e Barbara Stanwyck reprisaram seus papéis na primeira transmissão em 5 de março de 1945. Stanwyck apareceu novamente na versão de 16 de fevereiro de 1950, desta vez ao lado de Robert Taylor. Em 15 de outubro de 1948, o Ford Theatre produziu outra adaptação de rádio com a interpretação de Burt Lancaster e Joan Bennett. O Lux Radio Theater também transmitiu uma versão radiofônica do filme com MacMurray e Stanwyck só que em 30 de outubro de 1950.

## Recepção
Em sua época de lançamento recebeu análises geralmente positivas embora a história tenha sido chamada de muito sombria e sórdida (algo característico do cinema Noir). No The New York Times, Bosley Crowther chamou o filme de "Constantemente divertido, apesar de seu ritmo e duração monótonos". Ele reclamou que os dois personagens principais "não têm a atratividade necessária para tornar seu destino uma consequência emocional", mas também sentiu que o filme possuía um "realismo que lembra um pedaço dos filmes franceses". O crítico de cinema e autor James Agee o analisou em 1944: "Em muitos aspectos, Double Indemnity é realmente um filme gratificante e até bom, essencialmente barato, admito, mas inteligente, nítido e cruel [...]". Howard Barnes para o New York Herald Tribune, escreveu que foi "um dos filmes mais vitais e cativantes do ano", elogiando a "direção magnífica e um roteiro incrível" de Wilder. A Variety sentiu que "estabelece um novo padrão para obras em sua categoria". A apresentadora de rádio e colunista do jornal Hearst, Louella Parsons, disse: "Double Indemnity é o melhor filme do gênero já feito, e faço essa afirmação direta sem medo de ter indigestão mais tarde por engolir minhas palavras". O periódico Brooklyn Eagle foi muito elogioso: "Além de MacMurray, que se mostra um ator dramático de primeira linha em um papel que é um novo tipo para ele, e da Srta. Stanwyck, que nunca deu uma atuação mais impressionante, 'Double Indemnity' tem uma terceira estrela de destaque, Edward G. Robinson, em sua melhor atuação [...] A propósito, não há necessidade de alertar os adolescentes sobre este; eles não o pulariam em nenhum caso, e, além disso, 'Double Indemnity' deixa bem claro que o assassinato não compensa - e certamente a companhia de seguros não compensa, sem uma investigação rigorosa". Philip K. Scheur  para o Los Angeles Times classificou-o junto com A Comédia Humana, Relíquia Macabra e Citizen Kane como obras pioneiras de Hollywood. Alfred Hitchcock escreveu a Wilder dizendo: "Desde Double Indemnity, as duas palavras mais importantes no cinema são 'Billy' e 'Wilder'".
A reputação crítica do filme só cresceu ao longo dos anos. Em 1977, Leslie Halliwell elogiou: "Brilhantemente filmado e incisivamente escrito, capturando perfeitamente a atmosfera decadente de Los Angeles de um romance de Chandler, mas usando uma história mais simples e personagens mais substanciais". Em uma crítica de 1998 para sua série "Grandes Filmes", Roger Ebert afirmou: "A fotografia de John F. Seitz ajudou a desenvolver o estilo noir de sombras e tomadas nítidas, ângulos estranhos e cenários solitários de Edward Hopper". A crítica de cinema Pauline Kael: "[...] este thriller astuto e suavemente espalhafatoso é um dos pontos altos da década de 1940". Na  Empire, Rob Fraser entusiasmou-se: "Film noir no seu melhor, um modelo do gênero, etc. Billy Wilder a todo o vapor, o melhor momento de Barbara Stanwyck, e Fred MacMurray faz uma grande atuação".
No agregador de críticas, Rotten Tomatoes o filme tem 97% de aprovação com base em 105 avaliações sob um consenso: "Uma adaptação sombria e bem construída do romance de James M. Cain — escrito por Billy Wilder e Raymond Chandler — Double Indemnity continua a definir o padrão do melhor do filme noir de Hollywood". Double Indemnity pontua 95/100 com base em 18 avaliações no Metacritic ganhando o certificado de "aclamação universal".

## Prêmios e indicações
| Prêmio                                      | Categoria                           | Indicado                        | Resultado | Ref.   |
| ------------------------------------------- | ----------------------------------- | ------------------------------- | --------- | ------ |
| Oscar                                       | melhor Filme                        | Paramount Pictures              | Indicado  | [ 67 ] |
| Oscar                                       | melhor Diretor                      | Billy Wilder                    | Indicado  | [ 67 ] |
| Oscar                                       | melhor atriz                        | Barbara Stanwyck                | Indicado  | [ 67 ] |
| Oscar                                       | melhor roteiro adaptado             | Billy Wilder e Raymond Chandler | Indicado  | [ 67 ] |
| Oscar                                       | melhor fotografia em preto e branco | John F. Seitz                   | Indicado  | [ 67 ] |
| Oscar                                       | melhor trilha sonora                | Miklós Rózsa                    | Indicado  | [ 67 ] |
| Oscar                                       | melhor som                          | Loren Ryder                     | Indicado  | [ 67 ] |
| National Film Preservation Board            | National Film Registry              | National Film Registry          | eleito    | [ 68 ] |
| New York Film Critics Circle Awards         | melhor Diretor                      | Billy Wilder                    | Indicado  | [ 69 ] |
| New York Film Critics Circle Awards         | melhor Atriz                        | Barbara Stanwyck                | Indicado  | [ 69 ] |
| Online Film & Television Association Awards | Film Hall of Fame: Productions      | Film Hall of Fame: Productions  | eleito    | [ 70 ] |

Filmado e lançado durante a Segunda Guerra Mundial o filme não foi popular na Academia. Wilder foi à cerimônia de premiação esperando conquistar a estatueta porém o estúdio estava apoiando seu outro grande sucesso daquele mesmo ano, Going My Way de Leo McCarey. Como Double Indemnity continuava perdendo durante a premiação, tornou-se evidente que haveria uma varredura de seu filme companheiro. Quando McCarey foi nomeado como Melhor Diretor, Billy Wilder bastante amargurado o fez tropeçar em seu caminho para aceitar o prêmio. Após a cerimônia, o diretor gritou para que todos pudessem ouvi-lo: "Que diabos significa o Oscar, pelo amor de Deus? Afinal, Luise Rainer ganhou duas vezes. Luise Rainer!".

## Legado
Double Indemnity é um exemplo de filme noir. É frequentemente comparado com outro aclamado filme de Wilder, Sunset Boulevard (1950). O historiador de cinema Robert Sklar explica: "[A] justaposição incomum de temporalidade dá ao espectador uma premonição do que ocorrerá/ocorreu na história através de flashback [...] Além de Double Indemnity e Detour (1945), a narração é um aspecto fundamental de Mildred Pierce (1945), Gilda (1946), The Lady from Shanghai (1947) e Out of the Past (1947) [...] assim como muitos outros". A escritora Wendy Lesser observa que o narrador de Sunset Boulevard está morto antes de começar a narrar enquanto em Double Indemnity "a narração tem um significado diferente. Não é a voz de um homem morto é a voz de um já condenado". Após o sucesso do longa-metragem houve imitações dele. Em 1945, a Producers Releasing Corporation, um dos estúdios de filmes B da Poverty Row de Hollywood, resolveu também adaptar Double Indemnity, estrelado por Ann Savage e Hugh Beaumont. Comercializado como Apology for Murder, a Paramount não se deixou enganar pela mudança de título e obteve uma liminar contra o lançamento do filme que ainda permanece em vigor. Enquanto a MGM decidiu filmar The Postman Always Rings Twice (1946) depois de ver o sucesso do longa-metragem do Billy Wilder. Após isto o autor do romance James M. Cain liderou um movimento dentro da Screen Writers Guild para criar a American Author's Authority, um sindicato que seria dono das obras de seus membros, negociaria melhores acordos subsidiários e protegeria contra violações de direitos autorais. A AAA nunca decolou, em parte devido ao crescente impulso do terror vermelho.
Double Indemmity serviu de inspiração para Fatal Instinct (1993) e Body Heat (1981). O artista Bruce  Springsteen o lista como um de seus filmes preferidos. Em 1992, a Biblioteca do Congresso dos EUA selecionou o longa-metragem para preservação no National Film Registry por ser "culturalmente, historicamente ou esteticamente significativo".
O American Film Institute incluiu o filme em várias listas:
- 1998: 100 Anos da AFI... 100 Filmes, #38[83]
- 2001: AFI's 100 Years... 100 Thrills, #24[84]
- 2002: AFI's 100 Years... 100 Passions, #84[85]
- 2003: AFI's 100 Years... 100 Heroes and Villains, #8 (Phyllis Dietrichson)[86]
- 2007: AFI's 100 Years ... 100 Movies (Edição especial de aniversário de 10 anos), #29[87]

Double Indemnity é frequentemente citado como um dos maiores filmes de todos os tempos:
- Time Out: "Os 100 melhores filmes de todos os tempos", #43 (1998)[88]
- Entertainment Weekly: "100 Maiores Filmes de Todos os Tempos", #50 (1999)[89]
- National Society of Film Critics: "Os 100 Filmes Essenciais de Todos os Tempos", nº 29 (2002)[90][91]
- Time: "Os 100 melhores filmes de todos os tempos (2005)"[92]
- Writers Guild of America: Melhores Roteiros, #26[93]
- BBC: "100 Maiores Filmes Americanos", #35 (2015)[94]
- Variety: "Os 100 Maiores Filmes de Todos os Tempos" (2022).[95]
- Time Out: "100 melhores filmes de todos os tempos que você deve assistir imediatamente" (2023).[96]